# ネイサン・ローゼン
ネイサン・ローゼン（Nathan Rosen, 1909年3月22日 - 1995年12月18日）は、アメリカ・ニューヨーク市出身のイスラエルの物理学者である。
1935年にフィジカルレビューに掲載されたEPRパラドックスに関する論文の共著者として知られるほか、一般相対性理論におけるアインシュタイン-ローゼン・ブリッジ（ワームホール）の共同発見者でもある。
1941年からノースカロライナ大学の教授を務め、1953年からイスラエルのハイファにあるテクニオン工科大学教授として創設にたずさわり、テクニオン工科大学ではローゼンの名前を冠した連続講義が行われている。